# Charles de Marguerie de Montfort
Charles de Marguerie de Monfort est né le 28 août 1842 à Paris.
Fils de magistrat, il arrive au Sénégal à l’âge de 6 ans. Il exerce les professions d’agent de commerce puis d’avocat.
Il est maire de Gorée de 1884 à 1890. Il est vice-président du Conseil général de la Colonie du Sénégal, lorsqu'il succède à Alexandre Jean à la mairie de Dakar (1892-1896).
Il meurt à Saint-Louis (Sénégal) le 23 février 1899.